# 마일렌구
마일렌구는 스위스 취리히의 독일어권 주의 12개 구 중 하나이다. 취리히 호수 북쪽 해안의 대부분을 형성하는 주의 남쪽 파넨슈틸 지역에 있다. 구 수도는 마일렌이다.

## 지방 자치체
마일렌구에는 총 11개의 지방 자치체가 있다.
| 지방 자치체  | 인구 (2017년 12월 31일) | 면적, km2 |
| ------------ | ----------------------- | --------- |
| 에를렌바흐   | 5,576                   | 2.97      |
| 헤를리베르크 | 6,308                   | 8.97      |
| 홈브레히티콘 | 8,620                   | 12.19     |
| 퀴스나흐트   | 14,307                  | 12.35     |
| 메네도르프   | 10,957                  | 4.78      |
| 마일렌       | 13,999                  | 11.93     |
| 외트빌 암 제 | 4,762                   | 6.09      |
| 슈테파       | 14,435                  | 8.59      |
| 외티콘 암 제 | 6,161                   | 3.49      |
| 촐리콘       | 12,983                  | 7.84      |
| 추미콘       | 5,142                   | 5.44      |
| 전체         | 103,250                 | 84.64     |